# James Brown (acteur)
Pour les articles homonymes, voir Brown et James Brown (homonymie).
James Brown, né le 22 mars 1920 à Desdemona (it), Texas et mort le 11 avril 1992 à Woodland Hills, est un acteur américain.

## Biographie
Surtout connu pour avoir tenu le rôle du lieutenant Rip Masters dans la série Rintintin.
Il est mort à son domicile à Woodland Hills, Californie, le 11 avril 1992 d'un cancer du poumon à l'age de 72 ans.

## Filmographie

### Années 1940
- 1942 : La Sentinelle du Pacifique (Wake Island) de John Farrow : First Lieutenant des Marines, blessé
  - La Fille de la forêt (The Forest Rangers) de George Marshall : George Tracy
- 1943 : Air Force de Howard Hawks : Pilote d'attaque Tex Rader
  - Young and Willing (en) d'Edward H. Griffith : Tony Dennison
  - The Good Fellows de Jo Graham  : Tom Drayton
  - Corvette K-225 de Richard Rosson et Howard Hawks : Lt. Paul Cartwright (autre titre : The Nelson Touch)
- 1944 : La Route semée d'étoiles (Going My Way) de Leo McCarey :Ted Haines Jr.
  - Reward Unlimited de Jacques Tourneur : Paul
  - Our Hearts Were Young and Gay de Lewis Allen : Avery Moore
- 1945 : Aventures en Birmanie (Objective, Burma !) de Raoul Walsh : SSgt. Treacy
- 1946 : Our Hearts Were Growing Up de William D. Russell : Avery Moore
- 1947 : The Big Fix (en) de James Flood : Ken Williams
  - The Fabulous Texan (en) d'Edward Ludwig : Shep Clayton
- 1948 : The Gallant Legion de Joe Kane : Texas Ranger Tom Banner
- 1949 : The Younger Brothers (en) d'Edwin L. Marin : Bob Younger
  - Anna Lucasta (Anna Lucasta) d'Irving Rapper : Buster
  - Brimstone : Bud Courteen
  - Nous... les hommes (Yes Sir That's My Baby) de George Sherman : Tony Cresnovitch
  - Sands of Iwo Jima d'Allan Dwan : Pfc. Charlie Bass

### Années 1950
- 1950 : Montana de Ray Enright : Tex Coyne
  - Pilote du diable (Chain Lightning) de Stuart Heisler : Maj. Hinkle
  - Between Midnight and Dawn de Gordon Douglas : Officer Haynes
  - Les Rois de la piste (The Fireball) de Tay Garnett : Allen (autre titre : The Challenge)
- 1951 : Missing Women de Philip Ford : Sgt. Mike Pernell
  - Nuit de noces mouvementée (The Groom Wore Spurs) de Richard Whorf : Steve Hall, pilote de Castle
  - Father Takes the Air de Frank McDonald : Bob
  - Le Frelon des mers (The Sea Hornet) de Joseph Kane : Pete Hunter
  - Tonnerre sur le Pacifique (The Wild Blue Yonder) d'Allan Dwan : Sgt. Pop Davis
  - Starlift
- 1952 : The Pride of St. Louis d'Harmon Jones : Moose
  - La Mission du commandant Lex (Springfield Rifle) d'André de Toth : Pvt. Ferguson
- 1952 : Sky King (série télévisée) épisode The Man Who Forgot : Matt Reynolds
  - The Lone Ranger (série télévisée) épisode Desperado at Large : Marshal adjoint Sandy Clifford
- 1953 : Crazylegs de Francis D. Lyon : Bill
  - La Taverne des révoltés (The Man Behind the Gun) de Felix E. Feist : Lt. Catliff
  - La Femme qui faillit être lynchée (Woman They Almost Lynched) d'Allan Dwan : Frank James
  - La Charge sur la rivière rouge (The Charge at Feather River) de Gordon Douglas : Pvt. Connors
  - La Trahison du capitaine Porter (Thunder Over the Plains) d'André de Toth : Conrad
  - Flight Nurse d'Allan Dwan : technicien de vol
  - La Mer des bateaux perdus (Sea of Lost Ships) de Joseph Kane : officier du patrouilleur 'Ice'
- 1954 : The Runaway Bus (en) de Val Guest
  - Une étoile est née (A Star Is Born) de George Cukor : Glenn Williams
- 1954 : Les Aventures de Superman (Adventures of Superman série télévisée) épisode Around the World with Superman : Jim Carson
  - Schlitz Playhouse of Stars (série télévisée) épisode Delay at Fort Bess
  - Rintintin (The Adventures of Rin Tin Tin série télévisée 1954-1959) : Lt. Ripley « Rip » Masters
- 1957 : The Challenge of Rin Tin Tin de Robert G. Walker : Lt. Ripley « Rip » Masters
- 1959 : Inside the Mafia (en) d'Edward L. Cahn : Captain Doug Blair
- 1959 : Disneyland (série télévisée)
  - épisode Moochie of the Little League : A Diamond Is a Boy's Best Friend : Andy Clinton
  - épisode Moochie of the Little League : Wrong Way Moochie : Andy Clinton

### Années 1960
- 1960 : Five Guns to Tombstone d'Edward L. Cahn : Billy Wade
- 1960 : Laramie (série télévisée) épisode Strange Company : Lon MacRae
  - Route 66 (série télévisée)
    - épisode Aren't You Surprised to See Me? (1962) : Captain Strode**épisode Shall Forfeit His Dog and Ten Shillings to the King (1963) : Sheriff Haskell
    - épisode What a Shining Young Man Was Our Gallant Lieutenant (1963) : Brother
    - épisode Two Strangers and an Old Enemy (1963) : Royce
    - épisode Cries of Persons Close to One (1964) : Mr. Newton
- 1961 : The Police Dog Story d'Edward L. Cahn : Norm Edward
  - Wings of Chance (en) d'Eddie Dew (en) : Steve Kirby
  - Gun Fight d'Edward L. Cahn : Wayne Santley
  - When the Clock Strikes d'Edward L. Cahn : Sam Morgan
  - 20 000 Eyes de Jack Leewood : Jerry Manning
  - Gun Street d'Edward L. Cahn : Sheriff Morton
- 1962 : Le Virginien (The Virginian - série télévisée)
  - épisode West
  - épisode The Brazos Kid (1964) : Lou Sebastian
  - épisode Linda (1966) : Mark Fallon
- 1963 : Irma la Douce de Billy Wilder : client du Texas
  - The Ceremony (en) de Laurence Harvey : 6e gendarme
- 1963 : Gunsmoke (série télévisée, autre titre : Police des plaines) épisode Quint's Indian : Mark Feeney
- 1964 : Suspicion (The Alfred Hitchcock Hour série télévisée) épisode Water's Edge : gardien de prison
  - Daniel Boone (série télévisée) épisode Not in Our Stars : Sergent Quincy
- 1965 : Les Éperons noirs (Black Spurs) de R. G. Springsteen : shérif Nemo
  - Quand parle la poudre (Town Tamer) de Lesley Selander : Davis
- 1965 : Space Monster (téléfilm) : Col. Hank Stevens
- 1966 : Honey West (série télévisée) épisode Come to Me, My Litigation Baby : Buster Macon
  - The Rounders (série télévisée) : Luke
- 1968 : La Cible (Targets) de Peter Bogdanovich : Robert Thompson, Sr.
- 1969 : Sur la piste du crime (The F. B. I. série télévisée) épisode The Maze : Thompson

### Années 1970
- 1971 : Bonanza (série télévisée) épisode The Gold-Plated Rifle : second gars
  - Powderkeg (téléfilm)
- 1975 : L'Infirmière de la compagne casse-cou (Whiffs) de Ted Post : homme de troupe de l'État
- 1975 : La Côte sauvage (Barbary Coast série télévisée) épisode An Iron-Clad Plan : Stroud
- 1976 : Mean Johnny Barrows (en) de Fred Williamson
  - Adiós Amigo de Fred Williamson
  - C'est toujours oui quand elles disent non (I Will, I Will… for Now) de Norman Panama : agent des Réserves
  - Gus de Vincent McEveety : Mammoth Coach
- 1977 : Starsky et Hutch (série télévisée) épisode Bloodbath : R.J. Crow
- 1978 : Sparrow (téléfilm) : Sam
  - « Dallas » (feuilleton télévisé) 9 épisodes, 1978-1989 : Det. Harry McSween
- 1979 : L'Échange (The Swap) de Jordan Leondopoulos : l'inspecteur Benson (plusieurs scènes de ce film sont issues du film Le Contrat (1969) du même réalisateur)

### Années 1980
- 1981 : Miracle on Ice (téléfilm) : reporter
- 1982 : CHiPs série télévisée) épisode In the Best of Families : Executive
- 1988 : Arabesque (Murder, She Wrote série télévisée) épisode Mourning Among the Wisterias : Dr Gordon Church